# Bénédict Calandrini
Pour les articles homonymes, voir Calandrini.
Bénédict Calandrini, né le 4 septembre 1639 à Genève et mort dans la même ville le 13 décembre 1720, est un pasteur et professeur de théologie genevois.

## Biographie
Élève de François Turrettini, Calandrini eut une vie longue, à peu près entièrement remplie, depuis 1664, par un pastorat de vingt-six ans, suivi d’un professorat de vingt-sept à l’Académie de Genève. En 1669, il fut prêté pour quelques mois à l’Église de Lyon. En 1690, la Compagnie l’appela à succéder au professeur Philippe Mestrezat. On le regardait comme un bon pasteur, un habile professeur et un prédicateur distingué, mais la raideur de son caractère l’entraina quelquefois en chaire à de violentes apostrophes, ce qui lui attira certaines remontrances du Conseil. Cependant, théologien moins connu que ses prédécesseurs, il n’a pas laissé de travaux qui le recommandent d’une manière spéciale à l’attention de la postérité. Fidèle, lui aussi, au calvinisme pur, il déplora, en 1706, la suppression de l’obligation pour les pasteurs d’adhérer à la doctrine dite du Consensus helvétique en adhérant à la « cabale italique » de Genève qui défendait l’orthodoxie de Dordrecht.
Il était le grand-oncle du scientifique Jean-Louis Calandrini.

## Sources
- Une réunion de pasteurs évangéliques de l'église de Genève, Étrennes religieuses, vol. 30, Genève, Théodore Mueller, 1879, 328 p. (lire en ligne), p. 170.
- Olivier Fatio, « Calandrini, Bénédict » dans le Dictionnaire historique de la Suisse en ligne, version du 25 mars 2003.